# خانه بتول حسن پور
خانه بتول حسن پور مربوط به دوره قاجار است و در شیراز، شمال بین الحرمین، تاق فکور بیات واقع شده و این اثر در تاریخ ۸ مرداد ۱۳۸۱ با شمارهٔ ثبت ۶۰۶۲ به‌عنوان یکی از آثار ملی ایران به ثبت رسیده است.